# Ousipalia
Ousipalia är ett släkte av skalbaggar som beskrevs av Des Gozis 1886. Ousipalia ingår i familjen kortvingar.
Släktet innehåller bara arten Ousipalia caesula.